# TT51
La tombe thébaine TT 51 est située à Cheikh Abd el-Gournah, dans la nécropole thébaine, sur la rive ouest du Nil, face à Louxor en Égypte.
C'est le lieu de sépulture d'Ouserhat, dit Néferhabef qui est premier prophète durant le règne de Séthi Ier.